# Park Narodowy Cotopaxi
Park Narodowy Cotopaxi (hiszp. Parque nacional Cotopaxi) – park narodowy w Ekwadorze położony w prowincjach Cotopaxi, Pichincha i Napo. Został utworzony 11 sierpnia 1975 roku i zajmuje obszar 333,93 km². W 2005 roku jego teren został zakwalifikowany przez BirdLife International jako ostoja ptaków IBA. Na południe od niego znajduje się Park Narodowy Llanganates.

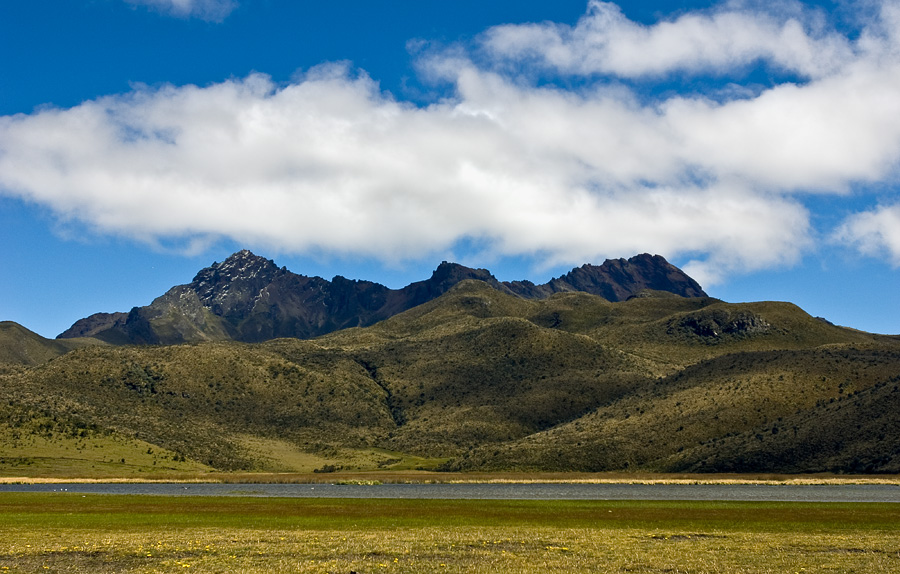
Wulkan Rumiñahui

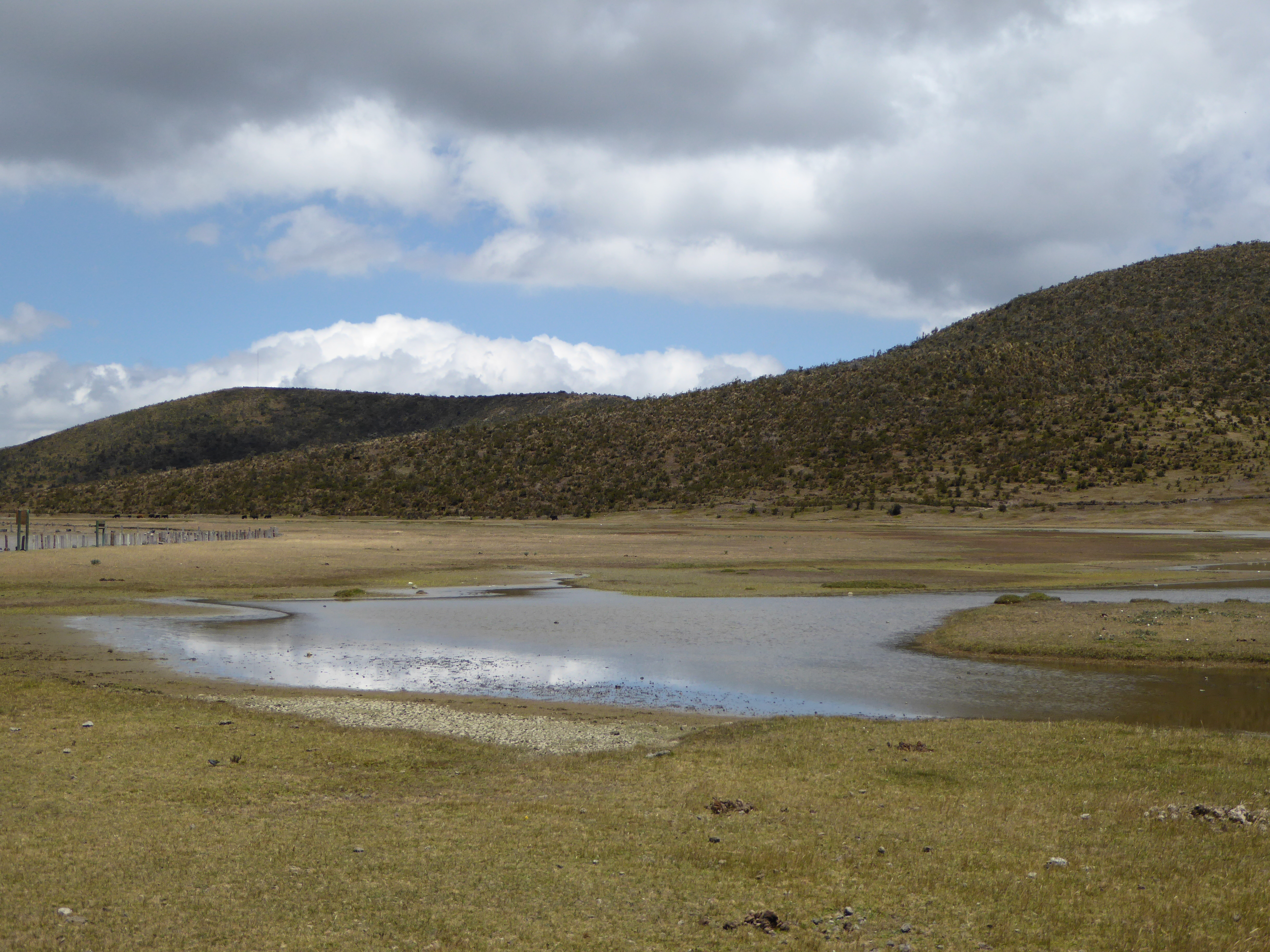
Jezioro Limpiopungo u podnóża wulkanu Rumiñahui

## Opis
Park znajduje się na wschodnich zboczach Andów na wysokościach od 3400 do 5897 m n.p.m. i obejmuje część pasma górskiego Cordillera Real z czynnym wulkanem Cotopaxi (5897 m n.p.m.) i nieczynnymi wulkanami Morurco (4880 m) i Rumiñahui (4721 m). Znajdują się tu źródła wielu rzek w tym m.in.: Cutuchi, San Pedro, Pita, Pedregal, Tamboyacu i Tambo. Najniżej położoną część parku pokrywa tropikalny wilgotny las górski. Wyżej występuje paramo. Wulkan Cotopaxi pokryty jest wiecznym śniegiem.
W zależności od wysokości średnia roczna temperatura w parku wynosi od +9 °C do +11 °C.

## Flora
Na wyżej położonych terenach (paramo) rosną narażone na wyginięcie (VU) Chuquiraga jussieui, Cotopaxia asplundii i Guettarda comata, a także m.in.: Budleja incana i rośliny z rodzajów Polylepis, Puja i Espeletia.

## Fauna
W parku stwierdzono występowanie 17 gatunków ssaków i około 80 gatunków ptaków.
Ssaki to narażony na wyginięcie (VU) andoniedźwiedź okularowy, a także m.in.: puma płowa, pudu północny, mazama ruda, nibylis andyjski, mulak białoogonowy, łasica długoogonowa.
Ptaki żyjące w parku to narażony na wyginięcie (VU) kondor wielki, a także m.in.: ibis Branickiego, łyska andyjska.